# Sorry Suzanne
"Sorry Suzanne" is een nummer van The Hollies uit 1969.
Het nummer is geschreven door Geoff Stephens en Tony Macaulay. Het was het eerste nummer van de groep nadat  gitarist Graham Nash vervangen was door Terry Sylvester.
"Sorry Suzanne" werd door Parlophone uitgebracht met "Not That Way at All" als B-kant. Het nummer bereikte de derde plek in zowel de UK Singles Chart als de Vlaamse Ultratop 50. In de Nederlandse Top 40 werd de vierde plek behaald. In Zwitserland werd het een nummer-1 hit. Het succes buiten Europa was beperkt: in de Amerikaanse Billboard Hot 100 kwam het niet verder dan een 56e plek.
"Sorry Suzanne" is opgenomen op het verzamelalbum The Hollies: 20 Golden Greats uit 1978.

## NPO Radio 2 Top 2000
| Nummer met noteringen in de NPO Radio 2 Top 2000 | '99  | '00  | '01 | '02  |
| ------------------------------------------------ | ---- | ---- | --- | ---- |
| Sorry Suzanne                                    | 1814 | 1798 | -   | 1938 |

1. ↑  Een '-' betekent dat het nummer niet was genoteerd en een vetgedrukt getal geeft de hoogste notering aan.
2. ↑  Deze tabel is bijgewerkt tot en met de laatste editie (2024).